# جامعة كورنيل
جامعة كورنيل (بالإنجليزية: Cornell University) جامعة بحثية خاصة تنتمي إلى رابطة اللبلاب وتقع في إثاكا، نيويورك في الولايات المتحدة الأمريكية. تأسست الجامعة عام 1865 على يد رجل الأعمال وفاعل الخير الأمريكي عزرا كورنيل، والمؤرخ والمربي أندرو ديكسون وايت. منذ نشأتها، كانت جامعة كورنيل مؤسسة مختلطة (للذكور والإناث) ولاطائفية. اعتبارًا من خريف عام 2024، بلغ عدد طلابها 16,128 طالبًا جامعيًا و10,665 طالب دراسات عليا، من جميع الولايات الأمريكية الخمسين ومن 130 دولة حول العالم.
تتألف الجامعة من ثمان كليات لمرحلة البكالوريوس وسبعة أقسام للدراسات العليا، تقع جميعها في الحرم الرئيسي في إثاكا. تتمتع كل كلية وقسم أكاديمي بدرجة كبيرة من الاستقلالية في تحديد معايير القبول الخاصة بها والمناهج الدراسية التي تقدمها. إضافةً إلى حرمها الرئيسي، تدير جامعة كورنيل ثلاثة فروع جامعية إضافية، من بينها فرعان في مدينة نيويورك -وهما كلية الطب وكورنيل تك، وفرع لكلية الطب في الريان ضمن المدينة التعليمية في قطر.
تُعد كورنيل إحدى جامعات منح الأراضي الخاصة الثلاثة في الولايات. من بين كليات الدراسات الجامعية الثمانية التابعة لها، هناك أربع كليات تموّل جزئيًا من خلال جامعة ولاية نيويورك، وتُعرف بالكليات القانونية أو النظامية، وهي كلية الزراعة وعلوم الحياة وكلية البيئة البشرية وكلية العلاقات الصناعية والعمالية وكلية جيب إي. بروكس للسياسات العامة. أما على مستوى الدراسات العليا، تعد كلية الطب البيطري الكلية الوحيدة التي تحصل على دعم من ولاية نيويورك. يغطي الحرم الجامعي الرئيسي لجامعة كورنيل في إثاكا مساحة تبلغ 745 فدانًا (ما يعادل 301 هكتار).
حتى أكتوبر 2024، ارتبط اسم جامعة كورنيل بـ64 فائزًا بجائزة نوبل و4 فائزين بجائزة تورنغ وفائز واحد بميدالية فيلدز. يضم مجتمع خريجيها أكثر من 250,000 خريج حي، من بينهم 34 باحثًا حاصلين على منحة مارشال و33 باحثًا حاصلين على منحة رودس و29 باحثًا حاصلين على منحة ترومان و63 رياضيًا حائزين على ميداليات أولمبية و10 من الرؤساء التنفيذيين الحاليين لشركات ضمن قائمة فورتشين 500، و35 مليارديرًا.

## التنظيم والإدارة
جامعة كورنيل هي مؤسسة غير ربحية تعتمد هيكلًا إداريًا لامركزيًا، إذ تتمتع كلياتها الست عشرة -متضمنةً 12 كلية ممولة من القطاع الخاص وأربع كليات نظامية مدعومة من الدولة- بقدر كبير من الاستقلالية في تحديد برامجها الأكاديمية وإدارتها وقبول الطلاب والإرشاد الأكاديمي ومنح الدرجات العلمية.
تدير جامعة كورنيل منصة إي-كورنيل التي تقدم برامج تدريب مهني وشهادات عبر الإنترنت، وتشارك أيضًا في برامج المنح الحكومية الخاصة بولاية نيويورك متضمنةً منحة الأرض ومنحة البحر ومنحة الفضاء.

## البحث العلمي
تُعد جامعة كورنيل مؤسسة بارزة في مجال البحث العلمي، وتصنّف ضمن فئة «آر1: جامعات الدكتوراه -ذات نشاط بحثي عالٍ جدًا». صنفت مؤسسة العلوم الوطنية جامعة كورنيل في المرتبة الرابعة عشرة بين الجامعات الأمريكية من حيث الإنفاق على البحث والتطوير لعام 2021، الذي بلغ 1.18 مليار دولار أمريكي. تُعد وزارة الصحة والخدمات الإنسانية الأمريكية ومؤسسة العلوم الوطنية أكبر الممولين الفيدراليين للجامعة، إذ يمثل تمويلهما 49.6% و24.4% من إجمالي الاستثمارات الفيدرالية على التوالي. تحتل كورنيل المرتبة الرابعة عالميًا في عدد الخريجين الذين يواصلون دراسات الدكتوراه في مجالات الهندسة أو العلوم الطبيعية في المؤسسات الأمريكية، والخامسة عالميًا في عدد الخريجين الذين يتابعون الدكتوراه في أي مجال.

### البحث العلمي في مجالات العلوم والتقانة والهندسة
تتمتع جامعة كورنيل بتاريخ غني بالإنجازات في مجالات البحث العلمي والتقني والهندسي. قدمت الجامعة مساهمات بارزة في مجالات مثل الفيزياء النووية وفيزياء الطاقة العالية واستكشاف الفضاء وسلامة السيارات وتكنولوجيا الحوسبة وغيرها. تُصنف كورنيل باستمرار ضمن أفضل الجامعات الأمريكية في الحصول على براءات الاختراع وتأسيس الشركات الناشئة. في العام الأكاديمي 2004–2005، قدمت الجامعة 203 طلب براءة اختراع في الولايات المتحدة، وأبرمت 77 اتفاقية ترخيص تجاري، ووزعت أكثر من 4.1 مليون دولار عوائد ملكية فكرية على وحدات الجامعة والمخترعين. عام 2009، أنفقت كورنيل 671 مليون دولار على البحث والتطوير في مجالات العلوم والهندسة، ما جعلها في المرتبة السادسة عشرة على مستوى الولايات المتحدة في هذا المجال.
شاركت كورنيل في مهمات فضائية غير مأهولة إلى كوكب المريخ منذ عام 1962، ولعبت دورًا محوريًا في مهمة متجول استكشاف المريخ في القرن الحادي والعشرين. كان باحثو الجامعة أول من اكتشف الحلقات المحيطة بكوكب أورانوس، وأداروا مرصد أرسيبو في بورتوريكو حتى عام 2011، الذي كان يضم في ذلك الوقت أكبر مقراب راديوي ذي طبق أحادي في العالم.

### البحث الفلسفي
تأسست مدرسة ساج للفلسفة في جامعة كورنيل عام 1891 بدعم خيري من هنري دبليو. ساج، وهو شخصية بارزة في صناعة الأخشاب. عام 1891، قدّم ساج منحة مالية لتأسيس مدرسة ساج. تحمل المدرسة اسم سوزان لين ساج، التي توفيت في حادث سير عام 1885 على طريق سلاترفيل. كان هنري دبليو. ساج، الذي شغل منصب رئيس مجلس أمناء جامعة كورنيل منذ عام 1875، يسعى لتخليد ذكرى زوجته الراحلة من خلال تأسيس هذه المدرسة. إضافةً إلى ذلك، منح ساج لقب «أستاذ سوزان لين ساج للأخلاقيات المسيحية والفلسفة الذهنية» لرئيس جامعة كورنيل آنذاك، جاكوب غولد شورمان.

## تاريخ الجامعة

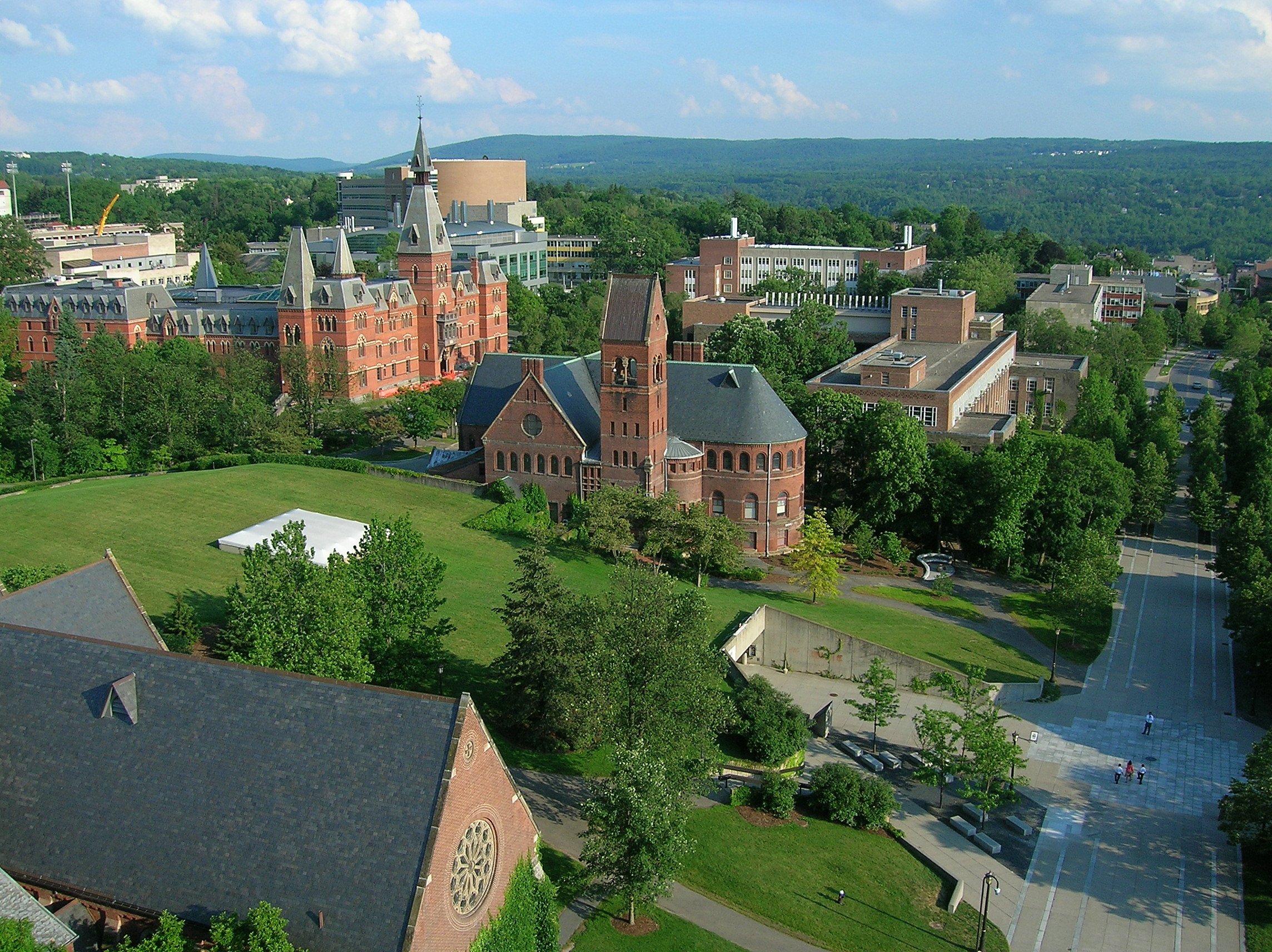
منظر للجامعة وفيه يظهر مبنى سيج هال لتدريس برنامج ماجستير إدارة الاعمال والمصنف ضمن أفضل عشرة برنامج على مستوى العالم.

أسس عزرا كورنيل جامعة كورنيل في 22 أبريل 1865 حيث كانت رؤيته التعليمية تتلخص في أن يتم تعليم 'أي شخص أي دراسة' واستمرت جامعة كورنيل على خطى مؤسسها الذي ترفع الجامعة شعاراته في كل مناسبة، وتضع مقتطفات من خطاباته وكتاباته ورؤيته في اصداراتها وفي كل زاوية من زواياها باعتباره الأب الروحي لهذه الجامعة، ولم تكتف كورنيل بهذه الشعارات بل طبقتها عمليا، حيث يشير التاريخ إلى ان الإدارات المتعاقبة تعمل على توسعة الجامعة وتطوير التعليم فيها.
وفي عام 1868 أُنشئ أول مبنى خاص للجامعة في إثاكا، حيث يعتبر الموقع الرئيسي للجامعة، وهو يحتوي على أكثر من 260 مبنى، وتعتبر جامعة كورنيل جامعة خاصة وحكومية في الوقت ذاته، فالأرض منحة من ولاية نيويورك، في حين تم انشاؤها باموال من الناس، كما تعتبر عضوة تجمع الجامعات الشرقية الراقية وشريك في جامعة نيويورك الحكومية.
وتتوزع مباني الجامعة على ثلاثة مواقع: الرئيسي في إثاكا، اما المواقع الأخرى ففي نيويورك والدوحة، وسعت كورنيل برامجها الدولية منذ عام 2000. حيث افتتحت في عام 2004 كلية طب وايل كورنيل في قطر ولديها شراكات مع مؤسسات في الهند وسنغافورة والصين. وصف الرئيس السابق للجامعة جيفري ليمان، الجامعة بمكانتها الدولية المرموقة، بأنها «جامعة عبر وطنية». في 9 مارس 2004، وضعت جامعة كورنيل وجامعة ستانفورد حجر الأساس «لمركز رأب الصدع» الجديد الذي سيتم بناؤه وتشغيله بشكل مشترك للتعليم على الحدود الإسرائيلية الأردنية.

وتشتمل الجامعة على عدد من الكليات منها كلية العمارة والعلوم الحياتية والعمارة والفنون والتخطيط وكلية الفنون والعلوم وكلية الهندسة وكلية الخدمات الفندقية إضافة إلى العديد من المدارس في الحقوق والعلوم الإنسانية وغيرها. عدد أعضاء هيئة التدريس بلغ 2,627 في نهاية عام 2005، في حين بلغت اعداد الطلبة 20,299 طالبا وطالبة.

## مواقع ذات صلة
- موقع جامعة كورنيل
- موقع كلية كورنيل للطب في قطر